# Finckh (Adelsgeschlecht)

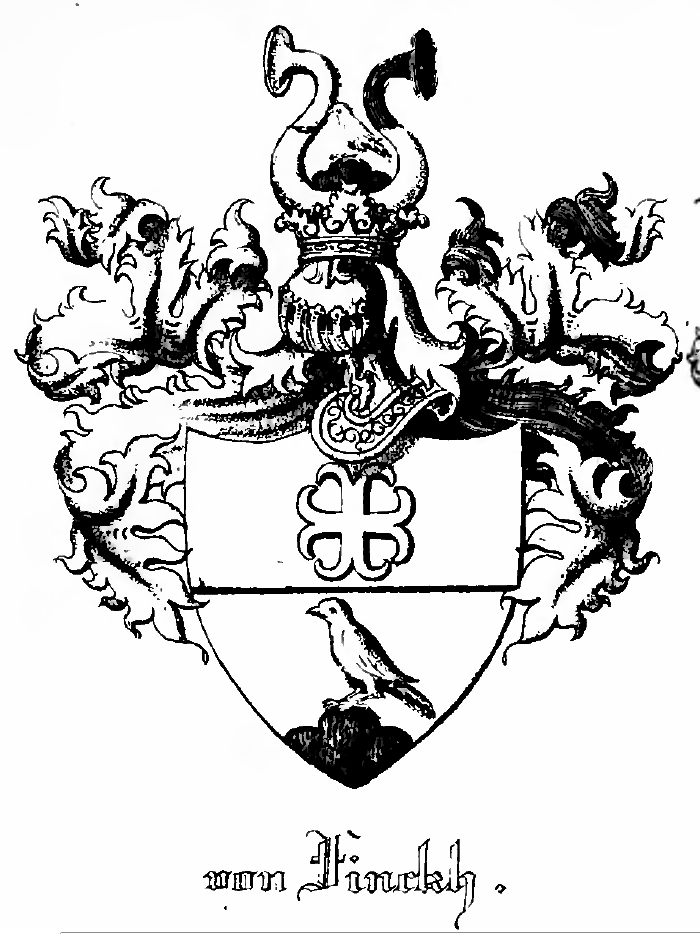
Wappen derer von Finckh

Finckh ist der Name eines Adelsgeschlechts, das 1543 durch den römisch-deutschen König und späteren Kaiser Ferdinand I. aufgrund der besonderen Verdienste des Kaiserlichen Hartschiers Andreas von Finckh in den Türkenkriegen in den rittermäßigen Reichsadelsstand erhoben wurde, mit dem auch die Stammreihe beginnt.
Erneuerung des Adels 1777 von Joseph II. Die Familie stellte im 19. und 20. Jh. hohe Beamte im Großherzogtum bzw. später im Freistaat Oldenburg.

## Wappen
Das Wappen von 1777 ist geteilt und zeigt oben in Silber ein rotes Ankerkreuz, unten in Gold auf schwarzem Dreiberg einen natürlichen Finken. Auf dem Helm mit rechts rot-silbernen und links schwarz-goldenen Decken der Fink zwischen zwei rechts von Rot über Silber und links von Schwarz über Gold geteilten Hörnern.

## Bekannte Familienmitglieder
- Georg Clemens von Finckh (1687–1756), Theologe.
- Friedrich August von Finck (1718–1766), preußischer Generalleutnant, dann dänischer Kriegsrat.
- Christian Daniel von Finckh (1766–1813), oldenburgischer Beamter und wegen vermeintlichem Widerstand gegen die napoleonischen Besatzungstruppen hingerichtet.
- Alexander Christian (1806–1888), Regierungspräsident des Fürstentums Birkenfeld.
- Johann Daniel von Finckh (1807–1867), Präsident des Obergerichts sowie oldenburgischer Landtagspräsident.
- Eduard von Finckh (1836–1924), preußischer Generalmajor.
- Eugen von Finckh (1860–1930), Geheimer Oberregierungsrat, parteiloser Ministerpräsident des Freistaates Oldenburg von 1923 bis 1930.